# The Champs
The Champs su bili rani kalifornijski rock and roll sastav, u povijesti glazbe ostat će upamćeni po svojoj instrumentalnoj uspješnici  Tequila. 
Ovu skladbu, inspiriranu latinoameričkom glazbom snimili su 1958., ploča s Tequilom u roku od tri tjedna postala je hit broj jedan u americi.
1959. za nju su dobili nagradu Grammy.
The Champsi su u vrijeme ranog rock and rolla, imali još hitova, poput njihove obrade pjesme  Chubby Checkera Limbo Rock kao i obradu popularne La Cucarache.

## Članovi sastava
- Chuck Rio - saksofon, vokal (rođen kao Danny Flores, 1929., Santa Paula, California, umro 2006. u Huntington Beachu, California)
- Dave Burgess- gitara (rođen u Lancasteru, California)
- Dale Norris - gitara, klavijature (rođen u Springfieldu, Massachusetts)
- Bobby Morris - bas-gitara (rođen u Tulsi, Oklahoma)
- Gen Alden - bubnjevi (rođen u Ciscu, Teksas)
- Buddy Bruce - ritam gitara

## Vanjske poveznice
- O sastavu The Champs na portalu history of rock